# Hải ly châu Âu
Hải ly châu Âu hoặc Hải ly Á Âu (danh pháp khoa học: Castor fiber) là một loài hải ly thuộc bộ Gặm nhấm. Loài này được Linné mô tả vào năm 1758 và đã từng phân bố phổ biến ở lục địa Á-Âu. Tuy vậy, ngày nay chúng đã bị săn bắt đến mức gần tuyệt chủng vì bộ lông rất có giá trị của chúng. Năm 1900, chỉ còn 1.200 con thuộc loài này sống sót tại tám khu vực ở châu Âu và châu Á. Nhờ được đưa về những vùng sinh sống truyền thống mà bây giờ loài xuất hiện từ Vương quốc Anh đến Trung Quốc và Mông Cổ mặc dù không hiện diện tại Ý, Bồ Đào Nha và phía nam khu vực Balkan.

## Hình ảnh

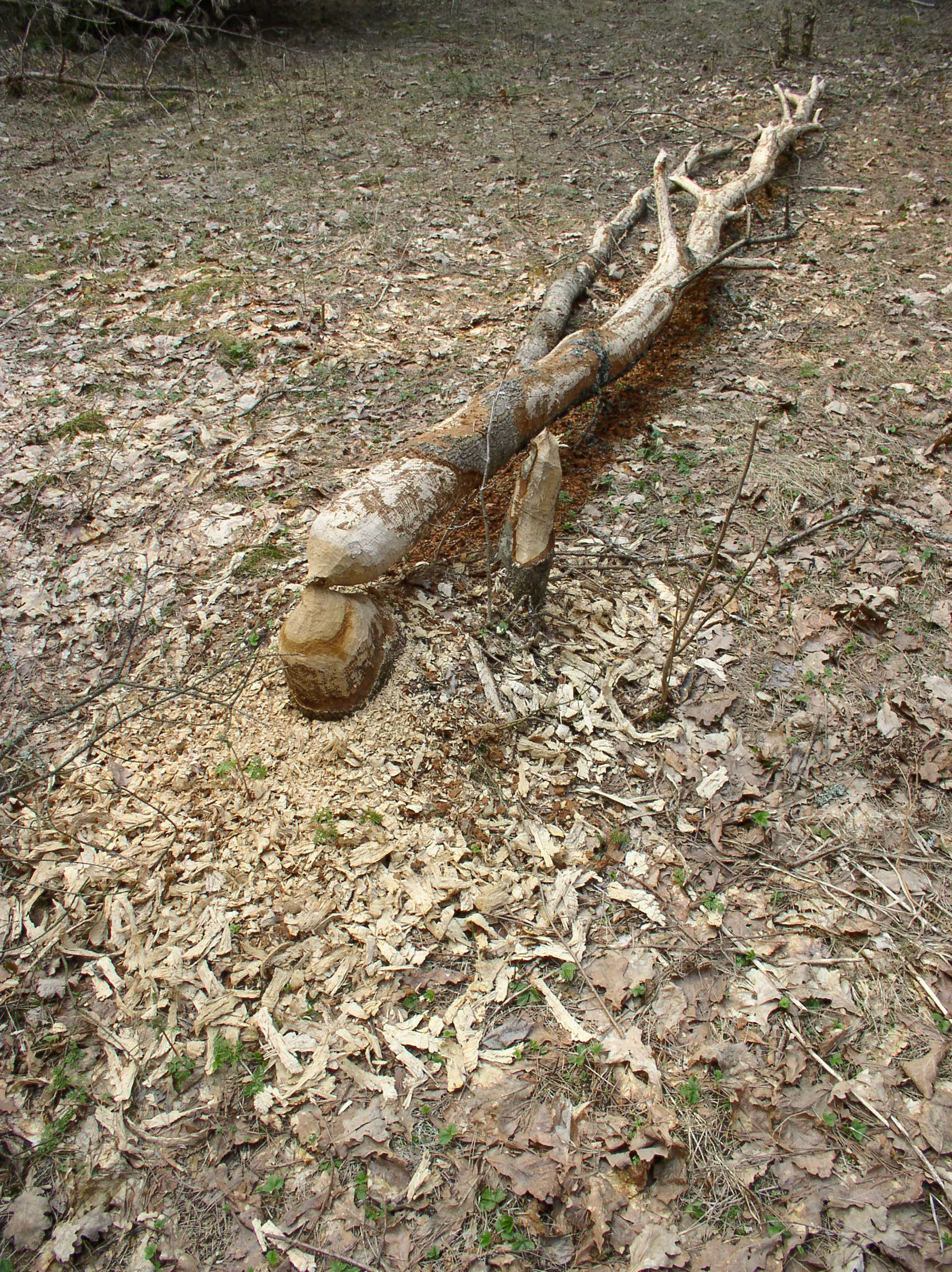
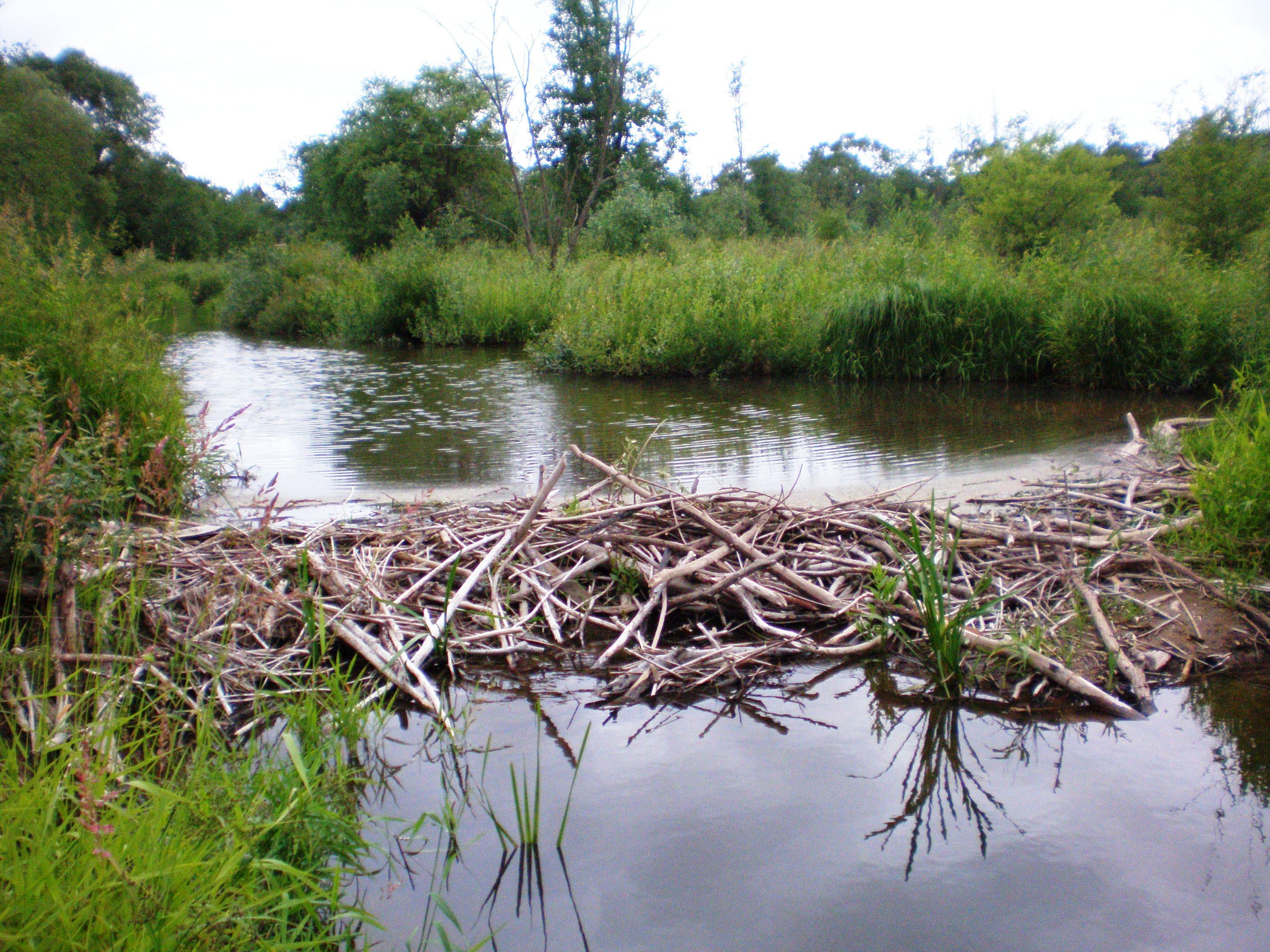
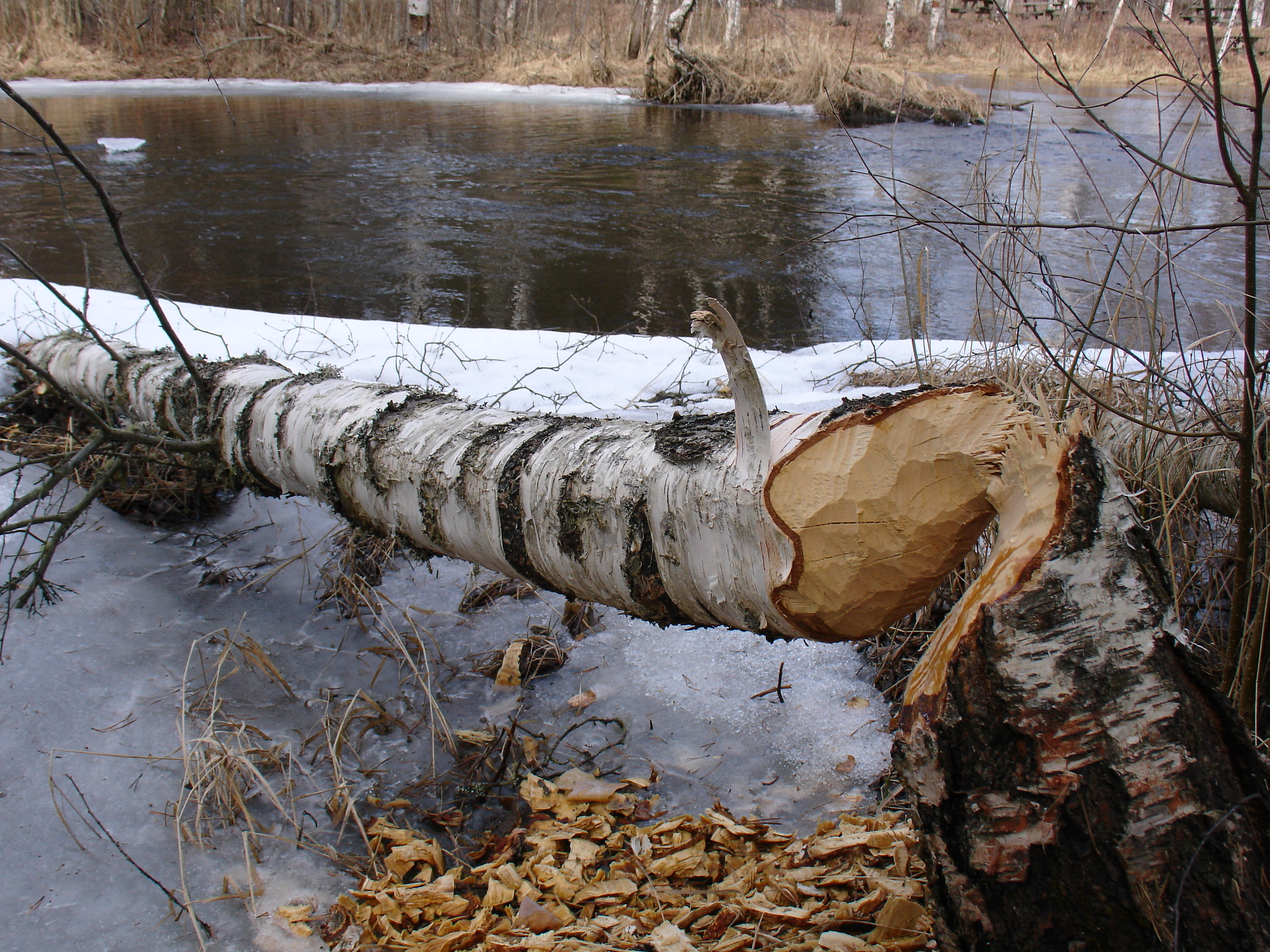
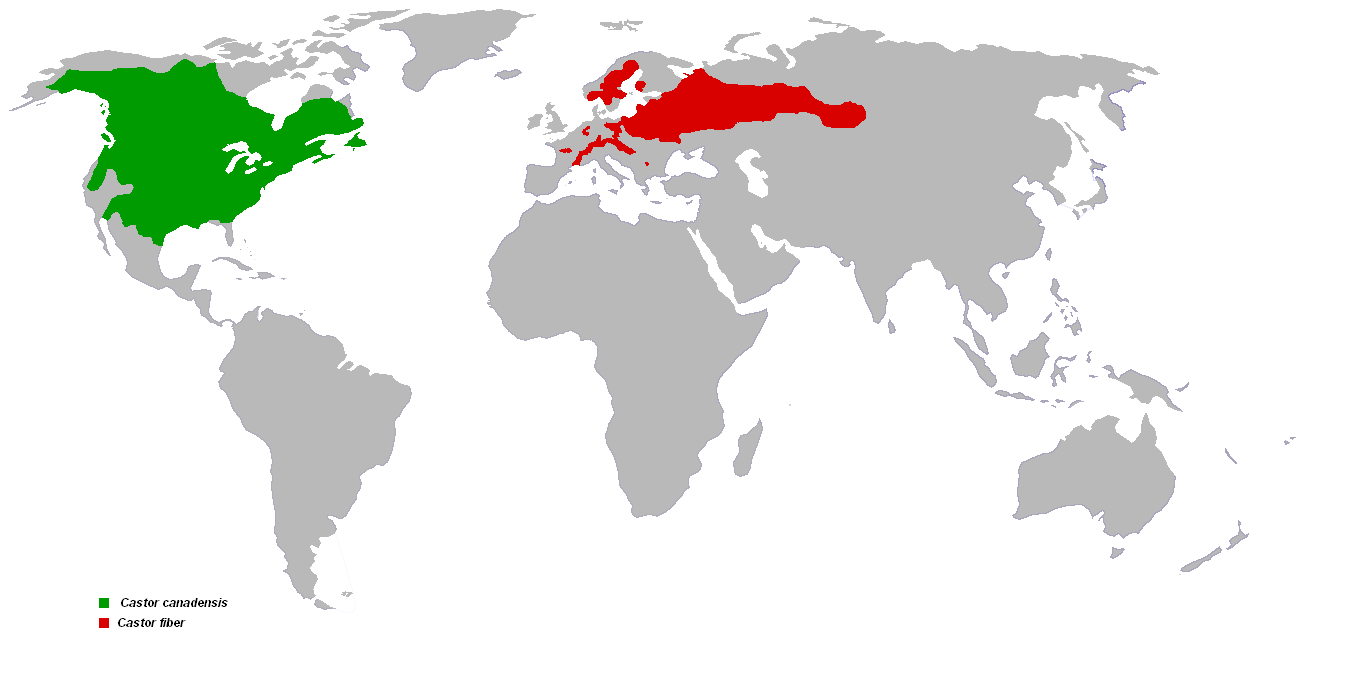